# Nicolas François de Villers

Wappen der Markgrafen von Villers de Grignoncourt

Stammwappen derer von Villers

Nicolas François de Villers (* 29. Juli 1642 in Grignoncourt; † um 1707 in Louvain bei Brüssel) war eine französisch-belgische Militärperson und diente dem Fürstentum Celle, sodann dem Kurfürstentum Hannover, zuletzt als Generalmajor der Kavallerie im Spanischen Erbfolgekrieg.

## Herkunft
Nicolas-François Baron de Villers, Seigneur de Grignoncourt et Chauvirey, stammte aus dem alten lothringischen Adelsgeschlecht de Villers de Grignoncourt. Sein Großvater war Martin de Villers († 1621), Baron de Villers, Seigneur de Grignoncourt, Chauvirey, Cosne, Ranzeville, und Gouverneur der Stadt und des Château Jonvelle. Aus dessen zweiter Ehe, mit Henriette d’Aboncourt, stammte Etienne de Villers, der Vater des Nicolas François.
Dem älteren Zweig der katholischen Familie wurde 1665 der Titel des Markgrafen bzw. Grafen von Grignoncourt seitens Frankreich bzw. der spanischen Niederlande (von König Philipp IV.) verliehen. Es erfolgten später diverse weitere (am 8. März 1848 auch preußische) Adelsbestätigungen, und dem Geschlecht entsprang ebenfalls Ludwig Viktor von Villers und es erwarb durch Heirat 1726 die Burg Esch von der Familie Haën.

## Leben
Villers wurde 1642 im Château de Grignoncourt in den französischen Vogesen geboren und entsprang dem ärmeren zweitgeborenen Zweig der Familie (Barone, nicht mit Grafentitel). Er schlug die Militärlaufbahn ein. 1679 war er Major im Kavallerieregiment Prinz Charles de Lorraine im Dienst der Habsburger. Sodann war Offizier im 1671 in der Region Lüttich aus „armen Wallonen, beritten mit polnischen Pferden“ ursprünglich für Kurköln errichteten Cellischen Dragonerregiment Franke. Im Türkenkrieg 1685 (Belagerung von Neuhäusel in Ungarn) war er Oberstleutnant in diesem Regiment, dessen Chef er ab 1691 sodann während des Pfälzischen Erbfolgekriegs wurde und lebenslang bleiben sollte. Villers nahm an der Schlacht bei Steenkerke teil, ebenso wie 1693 am Feldzug in den Niederlanden und 1694 in Brabant. 1697 kehrte er mit dem Regiment in die braunschweigisch-lüneburgischen Lande zurück.
Er heiratete Anne Alexandrine de Culz de Magny (* 5. März 1658 Kasteel Hillenraad in Swalmen; † 24. Februar 1724 Jodoigne), Baronne de Culz, eine Tochter des Claude de Culz de Magny, Baron de Culz, Seigneur de Magny. Aus der Ehe sollten 5 Söhne und eine Tochter entspringen.
1698 wurde ihm und seiner Gattin vom Rat von Brabant eine jährliche Verrentung von 1600 Florins aus Besitztümern der Vizegrafschaft Jodoigne und einem Kapital von 27000 Florins durch Jean-Charles Comte de Glymes zugesprochen.
Sein jüngster Sohn, Baron Eustache Félix de Villers, Seigneur de la Vicomté de Jodoigne, Seigneur de Saint Jean Geest (* 30. Juli 1699; † 23. April 1748 Louvain) scheint den Besitz geerbt und die kurzlebige Linie der Vicomtes Villers de Jodoigne begründet zu haben, deren Güter nach 1789 durch Heirat an Nachfahren des Jean-Charles Comte de Glimes de Hollebecque zurückfielen.
Im November 1699 war Villers von einem seiner Capitän-Lieutenants mit dem Säbel attackiert worden, was ein Urteil durch einen Kriegsrat in Lüneburg nach sich zog.
Im Spanischen Erbfolgekrieg fungierte Nicolas François de Villers ab 1702 als Brigadier. Im Januar 1703 war er mit 200 Dragonern seines Regiments im Dorf Gymnich an der Erft postiert und wurde von 1500 Franzosen überfallen. Das Regiment erlitt hohe Verluste, verlor zwei Standarten und ein Paar Kesselpauken. Villers zusammen mit 100 Mann und 169 Pferden wurden gefangen genommen und nach Bonn verbracht. Als Bonn von den Alliierten erobert wurde, kam Villers aber bald wieder frei. Zum Generalmajor befördert, führte Villers 1704 in der Schlacht von Höchstädt eine von zwei Kavallerie-Brigaden im linken Zentrum unter dem Oberbefehl des Generalleutnants Cuno Josua von Bülow. Villers Brigade bestand aus 860 Dragonern in 11 Schwadronen aus den Regimentern Bülow, Viller und Bothmer. Villers Regiment kommandierte dabei der Oberst von Hahn, der verwundet wurde.
Villers erscheint am 27. August 1705 als Verfasser eines Schreibens an den Herzog von Marlborough, und wurde am 18. März 1706 in einem Brief des Johann Friedrich Pfeffinger an Leibniz erwähnt.
Von 1706 bis Februar 1707 sind Klageschreiben Villers am cour féodale von Brabant wegen der Nichtzahlung der Renten aus der Vicomté Jodoigne überliefert. Seine Witwe kaufte 1708 die Vicomté Jodoigne und war dort bis 1724 ansässig.
Noch vor dem 21. April 1708 verstarb er in Louvain-la-Neuve, wohl im häuslichen Umfeld, und wurde in einem naheliegenden Karmeliter-Kloster bestattet. Neuer Chef seines Regiments wurde der Oberst Johann Dietrich von Hahn zu Wambel.